# Рудник Уч-Кулач
Рудник Уч-Кулач — гірничодобувний майданчик в Узбекистані, який лежить за десяток кілометрів на південь від озера Айдаркуль та північніше від Нуратинського хребта.
Поліметалічний рудопрояв Учкулач виявили ще в 1930 році, а з 1947 по 1963 роки родовище пройшло через етап повноцінної розвідки. Розробка стартувала в 1981-му та велась за допомогою кар'єру «Дальній».
У 1998-му через падіння цін на метали роботи на руднику зупинили. У 2006-му кар'єр законсервували, після чого він виявився частково затопленим водою.
Згодом зацікавленість у відновленні розробки Учкулач висловлював Алмалицький гірничо-металургійний комбінат (АГМК), який потребує цинкового концентрату для завантаження свого плавильного заводу. У 2023-му анонсували, що розробкою Учкулач займеться спільне підприємство АГМК та турецького інвестора, від якого очікують видобутку 0,5 млн тонн руди на рік із подальшим виробництвом свинцевого та цинкового концентратів.